# Basket Team Crema 2015-2016
Nella stagione 2015-2016 il Basket Team Crema militava in Serie A2 ed era sponsorizzato dalla TEC-MAR.

## Risultati stagionali

### Prima fase, Girone A
Durante la stagione regolare la squadra giungeva al secondo posto acquisendo il diritto a disputare i play-off promozione.
|  |     | Classifica                      | Pt | G  | V  | P  | PtF  | PtS  | Dif  |
|  | --- | ------------------------------- | -- | -- | -- | -- | ---- | ---- | ---- |
|  | 1.  | OMC Cignoli Broni               | 52 | 26 | 26 | 0  | 1039 | 831  | +208 |
|  | 2.  | Tec-Mar Crema                   | 44 | 26 | 22 | 4  | 853  | 816  | +37  |
|  | 3.  | Velco Vicenza                   | 36 | 26 | 18 | 8  | 854  | 912  | -58  |
|  | 4.  | Il Ponte Casa d'Aste Milano     | 36 | 26 | 18 | 8  | 967  | 794  | +173 |
|  | 5.  | Rittmeyer Marghera              | 26 | 26 | 13 | 13 | 797  | 886  | -89  |
|  | 6.  | Sistema Rosa Pordenone          | 26 | 26 | 13 | 13 | 890  | 820  | +70  |
|  | 7.  | Ecodent Alpo                    | 26 | 26 | 13 | 13 | 896  | 971  | -75  |
|  | 8.  | Fassi Albino                    | 24 | 26 | 12 | 14 | 896  | 971  | -75  |
|  | 9.  | B&P Costa Masnaga               | 22 | 26 | 11 | 15 | 896  | 971  | -75  |
|  | 10. | Basket San Salvatore Selargius  | 22 | 26 | 11 | 15 | 896  | 971  | -75  |
|  | 11. | Castel Carugate                 | 18 | 26 | 9  | 17 | 896  | 971  | -75  |
|  | 12. | Basket Club Castelnuovo Scrivia | 12 | 26 | 6  | 20 | 896  | 971  | -75  |
|  | 13. | Virtus Cagliari                 | 10 | 26 | 5  | 21 | 813  | 1079 | -266 |
|  | 14. | Itas Aew Bolzano                | 10 | 26 | 5  | 21 | 896  | 971  | -75  |

### Play Off Promozione

#### Quarti di finale
Date: 17, 21 aprile 2016
| Squadra 1     | Totale | Squadra 2    | Gara 1 | Gara 2 | Gara 3 |
| ------------- | ------ | ------------ | ------ | ------ | ------ |
| Tec-Mar Crema | 2-0    | Ecodent Alpo | 72-50  | 75-67  |        |

#### Semifinali
Date: 1, 5 maggio 2016
| Squadra 1     | Totale | Squadra 2     | Gara 1 | Gara 2 | Gara 3 |
| ------------- | ------ | ------------- | ------ | ------ | ------ |
| Tec-Mar Crema | 2-0    | Velco Vicenza | 62-50  | 61-56  |        |

#### Finali
Date: 15, 19, 22 maggio 2016
| Squadra 1            | Totale | Squadra 2     | Gara 1 | Gara 2 | Gara 3 |
| -------------------- | ------ | ------------- | ------ | ------ | ------ |
| Carispezia La Spezia | 2-1    | Tec-Mar Crema | 50-52  | 67-63  | 58-49  |

Al termine delle girone finale la squadra manteneva il diritto a rimanere in serie A2.

## Roster A2 2015-2016
|  | Naz.                | Ruolo | Sportivo            | Anno | Alt. |  |  |
|  | ------------------- | ----- | ------------------- | ---- | ---- |  |  |
|  | Italia (bandiera)   | A     | Giulia Bona         | 1994 | 184  |  |  |
|  | Italia (bandiera)   | G     | Paola Caccialanza   | 1989 | 178  |  |  |
|  | Italia (bandiera)   | G     | Martina Capoferri   | 1991 | 174  |  |  |
|  | Italia (bandiera)   | A     | Carolina Cerri      | 1999 | 177  |  |  |
|  | Italia (bandiera)   | C     | Gilda Cerri         | 1990 | 185  |  |  |
|  | Italia (bandiera)   | P     | Camilla Conti       | 1994 | 169  |  |  |
|  | Italia (bandiera)   | A     | Alice Donzelli      | 1999 | 178  |  |  |
|  | Italia (bandiera)   | A     | Noemi Maiocchi      | 1998 | 170  |  |  |
|  | Italia (bandiera)   | G     | Alice Mandelli      | 1993 | 172  |  |  |
|  | Italia (bandiera)   | A     | Francesca Parmesani | 1998 | 183  |  |  |
|  | Italia (bandiera)   | A     | Martina Picotti     | 1990 | 184  |  |  |
|  | Italia (bandiera)   | P     | Norma Rizzi         | 1993 | 172  |  |  |
|  | Lettonia (bandiera) | A     | Ieva Veinberga      | 1984 | 182  |  |  |
|  | Italia (bandiera)   | P     | Greta Visigalli     | 1999 | 172  |  |  |
|  | Italia (bandiera)   | A     | Cecilia Zagni       | 1995 | 180  |  |  |

### Staff tecnico
| Allenatore:           | Luca Visconti   |
| Primo assistente:     | Daniela Doldi   |
| Preparatore atletico: | Giancarlo Arisi |